# Страшимир Велчев
Страшимир Велчев (болг. Страшимир Велчев; нар. 27 жовтня 1895, Елена — пом. 1974, Софія — болгарський офіцер (полковник). Начальник штабу 4-ї Болгарської армії.

## Біографія
Народився 27 жовтня 1895 в місті Елена. У 1917 закінчив Військову школу Його Величності в Софії, а в 1934 — Військову академію.
У 1928 був призначений капітаном 2-го армійського артилерійського полку, в наступному році командиром навчальної батареї, а з 1931 в 3-й армійський артилерійський полк. 19 січня 1935 був призначений майором, в наступному році відправляється на службу в 8-му піхотну дивізію, а 6 травня 1938 був направлений в Рим як військовий аташе.
В роки Другої світової війни (1941–1945) був призначений начальником штабу 4-ї армії (1941), а 6 травня 1941 отримав чин полковника. У період з 22 листопада 1943 по 6 липня 1944 командував 16-ю піхотною дивізією, потім 4-ю піхотною дивізією. Вийшов у запас у 1944.

## Військові звання
- Лейтенант (30 червня 1919)
- Капітан (1926)
- Майор (19 січня 1935)
- Підполковник (6 травня 1938)
- Полковник (6 травня 1941)

## Освіта
- Військова школа Його Величності (до 1917)
- Військова академія (до 1934)